# Camden (Carolina del Sud)
Camden è una città di 7.103 abitanti degli Stati Uniti d'America situata nella contea di Kershaw nello Stato della Carolina del Sud.